# Мая Плисецкая
Мая Михайловна Плисецкая (на руски: Ма́йя Миха́йловна Плисе́цкая; 20 ноември 1925, Москва, СССР – 2 май 2015, Мюнхен, Германия) е велика балерина на 20 век, символ на руското балетно изкуство, многогодишна прима на Болшой театър, ненадмината с изпълнението на „Умиращия лебед“ на Камий Сен-Санс, уникална с изяществото и пластичността на танцовите движения на ръцете.

## Биография

### Ранни години
Родена е на 25 ноември 1925 г. в Москва, в известното еврейско семейство на Михаил Плисецкий (1899 – 1938) и Ракел Месерер (1902 – 1993). Майка ѝ е актрисата от нямото кино Ра Месерер. Баща ѝ, икономист по образование, работи във висшите органи на властта на съветска Русия, занимава се с производството на първите съветски филми, в края на своята кариера е генерален консул на СССР на норвежкия остров Шпицберген и директор на минно предприятие за добив на въглища в Арктика. Мая расте в семейство, свързано с балетното изкуство – прочутият балетмайстор и балетен педагог Асаф Месерер (1903 – 1992) е нейният вуйчо, а нейната леля по майчина линия, Суламиф Месерер (1908 – 2004), е балерина и прима на Болшой театър. Братята ѝ Александър Плисецкий (1931 – 1985) и Азарий Плисецкий (1937) също стават известни балетмайстори.
От 1932 г. до 1934 г. Мая заедно със семейството си живее на Шпицберген. След завръщането в Москва постъпва в хореографското училище. На единадесетгодишна възраст за първи път излиза на сцената на Болшой театър и изпълнява партията на малката фея в балета „Спящата красавица“ на Чайковски. През 1937 г., по време на сталинските политически репресии баща ѝ е арестуван и през 1938 г. е екзекутиран. Като негова съпруга, Ракел Месерер също е арестувана и заедно с най-малкия си 7-месечен син е изпратена в един от трудовите лагери на ГУЛАГ в Казахстан. До нейното освобождаване през 1941 г. Мая е гледана от леля си Суламиф, която я осиновява, за да я спаси от изпращането в детски дом.

### Кариера
Със започването на Великата Отечествена война семейството през септември 1941 е евакуирано в Свердловск, където живее до септември 1942 г. В града няма условия за занимания с балет, но именно там Мая има своето първо публично изпълнение на балетната миниатюра „Умиращият лебед“ по музиката на Камий Сен-Санс. През 1942 г. тя самостоятелно, без разрешение на майка си, заминава за Москва и продължава обучението си в хореографското училище, в класа на голямата балерина Елизавета Гердт. През 1943 г. завършва училището и постъпва в Болшой театър. За кратко време е в кордебалет, но не поради професионалните си качества, а в резултат на сложните отношения с леля си Суламиф, която по това време разпределя ролите в балетните постановки. Първото участие като солистка е в главната партия на Маша в балета Лешникотрошачката на Чайковски през 1944 г.
До 1959 г. не я допускат до турнетата на театъра в чужбина поради непокорния ѝ нрав, професионални противоречия и политически причини. Забраната се отменя с решение на тогавашния ръководител на СССР Никита Хрушчов. След като Галина Уланова слиза от сцената през 1960 г., Мая е обявена за „примабалерина асолута“ (prima ballerina assoluta) на Болшой театър. Смята го за своята родна сцена, на която се чувства най-добре. Но противоречията с чиновниците от най-различен ранг – театрални, министерски, партийни – преследват независимата Мая през цялата ѝ кариера.
През 1983 става артистичен директор на балетната трупа на Римската опера и заема този пост до 1985 г. През периода 1988 – 1990 г. оглавява Испанския национален балет в Мадрид.
През 1990 г. напуска Болшой театър формално поради пенсиониране, но на практика е уволнена поради разногласията с ръководството. Заминава от Русия, но продължава да излиза на сцена, като активно сътрудничи със световноизвестните балетни трупи Марсилски балет на Ролан Пети и XX век на Морис Бежар. Дейността ѝ не се ограничава само с участие в балетните постановки. Тя много пътува с концерти и майстор-класове. Организира международен балетен конкурс на свое име, чието първо издание се провежда през август 1994 г. в Санкт-Петербург на сцената на Александринския театър. Инициатор е за създаването на балетната трупа Имперски руски балет през 1995 г. и през 1996 г. е избрана за негов почетен президент.
Мая Плисецкая присъства в киното с многобройните екранизации на балетните постановки, снима се в няколко игрални филма. На нея са посветени документални филми, включително за френската и японската телевизия.
Издава няколко автобиографични книги:
- Я, Майя Плисецкая, изд. Новости, Москва, 1994, ISBN 5-7020-0903-7
- Тринадцать лет спустя: Сердитые заметки в тринадцати главах, изд. АСТ, АСТ Москва, 2007, ISBN 978-5-17-045344-3
- Читая жизнь свою...изд. АСТ, АСТ Москва, 2010, ISBN 978-5-17-068256-0

### Последни години
След разпадането на СССР живее предимно в Мюнхен, Германия, но често посещава Москва и Санкт-Петербург. През този период получава немско, испанско и литовско гражданство. Почивките си прекарва основно в Литва, където има своя вила. За последен път излиза на сцената на Болшой театър при празнуването на своя 75-годишен юбилей и изпълнява специално за нея създадена от Морис Бежар балетна миниатюра „Аве Мая“.
Почива в Мюнхен в съня си на 2 май 2015 г. от сърдечен инфаркт. Според нейно желание тялото ѝ е кремирано, а прахът ще бъде развят над Русия заедно с праха на Родион Шчедрин след неговата кончина.

### Личен живот
В своите спомени Мая Плисецкая разказва за своите любовни увлечения с балетистите Вячеслав Голубин (1923 – 1953) и Есфендияр Кашани. През 1956 г. се омъжва за солиста на Болшой театър Марис Лиепа, но този брак трае само 3 месеца и те се развеждат. През 1958 г. се омъжва за композитора Родион Шчедрин (1932), с когото са заедно до нейната кончина. Шчедрин композира няколко балета специално за жена си, като подчертава, че не е балетоман, а е „Маяман“. Самата Плисецкая казва, че съпругът ѝ значително е допринесъл за нейното творческо дълголетие.
Семейството няма деца по желание на Мая. В началото на брака с Шчедрин тя забременява, но решава да направи аборт, за да не прекъсва своята възходяща по това време балетна кариера. Шчедрин проявява разбиране и подкрепя съпругата си в това решение.
През 1999 г. Плисецкая подава съдебен иск по повод публикация за съществуването на нейна незаконна дъщеря. През 2001 г. печели делото и слага край на тези слухове.

## Творчество
Още приживе станала легенда, Плисецкая оказва дълбоко влияние върху балетното изкуство и остава завинаги в неговата история.
Известна е с височината на скока си, изключителната пластичност, техническата виртуозност, дълбоката артистичност. Прочута е с изяществото на ръцете си, които превръщат изпълнението на „Умиращия лебед“ – балетна миниатюра, придобила известност от Анна Павлова – в емблемата на Мая. Едни от будещите най-голямо възхищение роли на Мая са Одета-Одилия в „Лебедово езеро“ (1947) и Аврора в „Спящата красавица“ (1961).
От самото начало Мая е различен вид балерина. Привърженичка е на класическата школа, която смята за задължителна за всеки балетист, но смело чупи каноните и се стреми към нова хореография. В условията на театралния живот в Болшой театър по времето на СССР се налага да се съпротивлява на ограничения от всякакъв вид и да се бори за правото да танцува по своя начин.
Освен ролите от балетната класика, които носят неизменен и огромен успех навсякъде по света, Плисецкая радва своята публика с великолепните изпълнения на партии от нови балетни постановки. Знакова в това отношение е ролята на Кармен в „Кармен-сюита“, за пръв път показана на сцената на Болшой театър на 20 април 1967 г. В подготовката на балета взимат участие членовете на семейството: съпругът Родион Шчедрин за 20 дни преработва музиката на операта „Кармен“ от Жорж Бизе, братовчедът Борис Месерер създава декорациите. Кубинският балетмайстор Алберто Алонсо създава хореография, която впечатлява със своята оригиналност, но не се харесва на чиновниците от културната администрация. Те не допускат постановката за представяне на Експо-67 в Канада, въпреки че Болшой театър участва в културната му програма. Но балетът все пак намира път към зрителя и за кратко време получава световна известност.
Заедно със съпруга си Плисецкая намира вдъхновение в класическата руска литература и драматургия. През 1971 г. Родион Шчедрин преработва своята музика към филма „Ана Каренина“ и подарява на Мая балет със същото название. Балетът е и първият хореографски опит на Мая. Първото представление е на 10 юни 1972 г. И отново страстната и ярката партия на Анна Каренина не се харесва на властта и балетът въпреки признанието на публиката трудно си пробива път. След години поставя още два балета по музиката на Шчедрин – „Чайка“ и „Дамата с кученцето“, с които прави успешни турнета по световните сцени. Костюмите за тези постановки прави известният френски моделиер Пиер Карден, с когото Мая има дълго приятелство. Поклонник на нейното изкуство, той неведнъж ѝ предоставя своя театър Еспас Пиер Карден в Париж, на чиято сцена чести гости са световните звезди на изкуството. Тя от своя страна дефилира на негово модно шоу.
Плисецкая, според думите ѝ, сама прави хореографията на балетните постановки поради невъзможността да работи с балетмайсторите, които имат близки виждания и идеи. Все пак успява да сбъдне своите мечти – работи с френските балетмайстори Морис Бежар, Ролан Пети и Серж Лифар, които създават с нея и за нея уникални творби. Шумният успех във Франция не улеснява тяхното пренасяне в Москва. За да получи разрешение да танцува „Болеро“ по музиката на Равел на сцената на Болшой, Плисецкая стига до ръководителя на държавата Леонид Брежнев. Вечерта на московската премиера се помни и поради струпалата се публика на театралния площад, която чака решението на властта. След неговото огласяване зрителите буквално нахлуват в залата, помитайки загражденията.
Творческото приятелство на Плисецкая и Бежар продължава до края на живота ѝ. От Бежар тя получава като подарък за своята 70-а годишнина балета „Курозука“. Старинната японска музика, по която той е създаден, е аранжирана от съвременния композитор Тосиро Маюдзуми. Този балет тя танцува в Париж на 11 октомври 1995 г. За следващия юбилей той ѝ подарява балетната миниатюра „Аве Мая“ по музиката на Бах-Гуно, и Плисецкая я изпълнява на 75-годишна възраст, демонстрирайки своето балетно дълголетие.
Еротичността на героините ѝ е необичайна за онова време и създава допълнителни препятствия за представяне на някои постановки на сцената на Болшой. Балетът „Леда“ по старинна японска музика, поставен от Бежар за Мая, е забранен и никога не е показван в СССР. Съпротивление има и срещу представянето на „Айседора“ – солов балет по сборна музика, специално създаден за Мая от Бежар и за първи път показан в Монако. „Болната роза“ почва да се репетира след протекцията на известния френски писател Луи Арагон пред ръководството на СССР, който се намесва по молба на балетмайстора Пети. „Федра“ с хореографията на Лифар има премиера в Московския театър на оперетата, но след като е била вече представена в Парижкия театър „Одеон“ и на сцената на Римската опера.
По време на своята работа в Испания Плисецкая поставя хореографията на балетните спектакли „Напразна предпазливост“ на Хертел, опера-балет „Вилите“ на Пучини. Там изпълнява „Умиращия лебед“ с гласов съпровод на прочутата оперна певица Монсерат Кабайе.
Винаги търсеща нови, оригинални решения, през последните години сътрудничи с японските творци, с които създава необичайни балетни постановки. На 31 август 2000 г. на сцената на Токио Кокусай форум се представя премиерата на спектакъла „Крилете на кимоно“, в който се обединяват традиционният японски театър Но с класическия балет. Плисецкая танцува своята партия не в класически балетен стил, а използвайки пластиката на театъра Но. Японската публика, която познава и цени репертоара на Плисецкая, посреща с аплодисменти необичайното изпълнение. През 2003 г. заедно с театралната компания Такаразука поставя мюзикъл „Песнь царствам“ по мотивите от „Аида“ на Верди. Последният японски проект, който представлява пластическа импровизация на отношенията на прекрасната фея и земен човек, има премиера в древния японски град Киото. За сцена се използва паметникът на културата, който е внесен в списъка на световното наследство на ЮНЕСКО.
Плисецкая е активна до последния миг на живота си и участва в подготовката на своя 90-годишен юбилей. Сама замисля и написва предварителния сценарий и програмата за празничния концерт. Концертът се състоя посмъртно на сцената на Болшой театър и, с изключение на участието на японската трупа „Такаразука“, всичките ѝ желания бяха изпълнени.

## Репертоар
Болшой театър
- Есен* в „Пепеляшка“ на Сергей Прокофиев
- Сюимбике** в „Шурале“ на Фарид Ярулин
- Лауренсия в „Лауренсия“ на Александър Крейн
- Цар-девица* в „Конёк-Горбунок“ на Родион Шчедрин
- Владетелка на медната планина, в „Каменното цвете“ на Сергей Прокофиев
- Мехмене Бану** в „Легенда за любовта“ на Ариф Меликов
- Зарема в „Бахчисарайски фонтан“ на Борис Асафиев
- „Прелюдия“ на И. С. Бах
- Кармен* в „Кармен-сюита“ на Родион Шчедрин
- Анна Каренина* в „Анна Каренина“ на Родион Шчедрин
- Чайка и Нина Заречная* в „Чайка“ на Родион Шчедрин
- Анна Сергеевна* в „Дамата с кученцето“, на Родион Шчедрин
- Китри в „Дон Кихот“ на Лудвиг Минкус
- Одета/Одиллия в „Лебедово езеро“ на Петър Чайковски
- Жулиета в „Ромео и Жулиета“ на Сергей Прокофиев
- Раймонда в „Раймонда“ на Александър Глазунов
- Аврора в „Спящата красавица“ на Петър Чайковски
- Егина и Фригия в „Спартак“ на Арам Хачатурян
- „Болната роза“ по музика на Густав Малер

Изпълнения на световните сцени
- „La Rose Malade“ * на Густав Малер, гастрол с трупата на Марселски балет, Париж
- „Болеро“ на Морис Равел, с трупата „ХХ век“ на Морис Бежар, Театър де ла Моне, Брюксел
- Айседора * в „Айседора“ по събрана музика, Опера Монте-Карло
- Леда * в „Леда“ на Камий Сен-Санс и старинна японска музика на театър Но. Гастрол с трупата на Морис Бежар „ХХ век“,
- Чайка и Нина Заречная в „Чайка“ на Родион Шчедрин, театр „Пергола“, Флоренция
- Федра във „Федра“ на Жорж Орик, с трупата на театър Нанси, Лионски фестивал, Франция
- Раймонда в „Раймонда“ на Александър Глазунов, с трупата на Римската опера, Рим
- „Кралицата на преизподня“ * по музика на Филип Глас, Театър „Еспас Пиер Карден“, Париж
- Анна Сергеевна в „Дамата с кученцето“ на Родион Шчедрин, Театър „Еспас Пиер Карден“, Париж
- „Фимиам“ на Харви Уэрдингтон Лумис, откриване на 61 сезон на трупата на Марта Грехем, Сити център, Ню Йорк
- Мария Стюарт * в „Мария Стюарт“ на Емилио де Диего, Театро лирико насионал „Ла Сарсуела“, Мадрид
- „Напразна предпазливост“ или „Зле опазеното момиче“ на Петер Лудвиг Хертел, Театро лирико насионал „Ла Сарсуела“, Мадрид
- Нелида Моралес * в „Арена за бой на петлите“ на Астор Пиацола, Театър „Колон“, Буэнос-Айрес
- „By Django“ * на Джанго Райнхарт, Чикагски балет
- Орели * в „Безумната от Шайо“ на Родион Шчедрин, с трупата на Ренски хореографичен център, Театър „Еспас Пиер Карден“, Париж
- „Курозука“ * на Тосиро Маюдзуми, Национален театър Шайо, Париж
- Нимфа в „Следобедът на един фавън“ по Клод Дебюси, зала Бунка-канган, Токио
- „Пепеляшка“ на Йохан Щраус, Новогодишен бал в замъка Хофбург, Виена
- „Соната за трима“ * на Бела Барток, Международен танцов фестивал, Генуа
- Небесната фея * в „Крилете на кимоно“ на Таро Ивасиро, Токио Кокусай Форум, Токио

(*) – първа изпълнителка.

(**) – първа изпълнителка в Болшой театър

## Звания и награди
- Заслужила артистка на РСФСР (1951)[14]
- Народна артистка на РСФСР (1956)[15]
- Народна артистка на СССР (1959)[16]
- Награда на Парижката танцова академия на името на Анна Павлова (Франция, 1962)[11]
- Ленинска награда (СССР, 1964)[16]
- Медал „Про Финландия“ (1968)[11]
- Златен медал на Париж от кмета на града Жак Ширак (Франция, 1977)[16]
- Три пъти носител на ордена Ленин (СССР, 27 октомври 1967, 25 май 1976, 19 ноември 1985)[17]
- Командор на ордена на изкуствата и литературата (L’Ordre des Arts et des Lettres)(Франция, 1985)[16]
- Почетен доктор на Сорбоната (Франция, 1985)[16]
- Герой на социалистическия труд (СССР, 19 ноември 1985)[17]
- Орден на Изабела Католическа (Испания, 1991) [11]
- Златен медал „За заслуги пред изкуството“ (Испания, 1991)[16]
- Почетен професор на Московския държавен университет (Русия, 1993)[16]
- Общонационална награда „Триумф“ (Русия, 2000)[16]
- Награда „Российский Национальный Олимп“ (Русия, 2000)[16]
- ‎Голям Командорски кръст на ордена „За заслуги пред Литва“ (2003)[15]
- Орден на Барбора Радвилайте (Литва, 2005)[16]
- Награда на Принца на Астурия (Испания, 2005)[16]
- Международна Императорска награда (Япония, 2006)[15]
- Златен медал „За заслуги в културата Gloria Artis“ (Полша, 2008)[11]
- Почетен доктор на Унгарската танцова академия (2008)[16]
- Почетна награда на Руско авторско общество (2008)[18]
- Награда на името на Виторио Де Сика (Италия, 2009)[16]
- Награда на списание „Балет“ (Русия, 2009)[16]
- Пълен кавалер на ордена „За заслуги пред Отечеството“
  - Орден „За заслуги пред Отечеството“ I степен (Русия, 20 ноември 2005)[19]
  - Орден „За заслуги пред Отечеството“ II степен (Русия, 18 ноември 2000) [20]
  - Орден „За заслуги пред Отечеството“ III степен (Русия, 21 ноември 1995) [21]
  - Орден „За заслуги пред Отечеството“ IV степен (Русия, 9 ноември 2010)[22][23]
- Орден на почетния легион (Франция)[16]
  - кавалерски кръст (1986),
  - офицерски кръст (2011)
- Орден на Изгряващото слънце III степен (Япония, 2011)[11]
- Международна награда „Балтийска звезда“ (Русия, 2013)[24]
- Национална театрална награда „Златната маска“ (Русия, 2015)[11]

Името на Мая Плисецкая носят малката планета 4626 (1984), един сорт гладиоли (1994) и една градинка в Москва (2015).